# Корі Майкл Сміт
Корі Майкл Сміт (англ. Cory Michael Smith) — американський актор. Відомий роллю Едварда Нігми / Загадника у телесеріалі «Ґотем».

## Біографія
Народився 14 листопада 1986 року у місті Колумбус, Огайо, США. Син Девіда та Терези Смітів. Має старшого брата Чеда. 2005 року закінчив Середню школу Гілліард Дербі. Розглядав варіанти стати піаністом чи юристом. Навчаючись в Університеті Оттербейн, брав участь у постановках таких п'єс як: «Сцена», «Кавказький крейдовий круг», «Хто боїться Вірджинії Вульф?» та «Тартюф». Спеціалізувався на мистецькому музичному театрі, а як неосновний предмет вивчав гру джазу на піаніно.

## Кар'єра
Розпочав свою кар'єру на театральній сцені 2009 року, взявши участь у різних постановках регіональних театрів, а 2013 року дебютував на сцені Бродвейського театру, зігравши роль Фреда у п'єсі «Сніданок у Тіффані».
Дебютував у кіно 2014 року, зігравши роль рядового першого класу Бергена у фільмі «Табір X-Ray», прем'єра якого відбулась на кінофестивалі «Сандерс». Цього ж року з'явився у фільмі жахів під назвою «Собача їжа». З 2014 року входить до головного акторського складу телесеріалу «Ґотем», де грає роль Едварда Нігми / Загадника, а 2017 року з'явився у фільмі «Світ, повний чудес», де виконав роль Волтера.

## Особисте життя
Сміт ідентифікує себе як квір.

## Фільмографія

### Кіно
| Рік  | Назва                   | Оригінальна назва | Роль            | Примітки        |
| ---- | ----------------------- | ----------------- | --------------- | --------------- |
| 2014 | Табір «X-Ray»           | Camp X-Ray        | Берген          |                 |
| 2014 | Собача їжа              | Dog Food          | Деклан          | Короткометражка |
| 2015 | Керол                   | Carol             | Томмі Такер     |                 |
| 2017 | Світ, повний чудес      | Wonderstruck      | Волтер          |                 |
| 2018 | 1985                    | 1985              | Адріан Лестер   |                 |
| 2018 | Перша людина            | First Man         | Роджер Чаффі    |                 |
| 2022 | Подзвони Джейн          | Call Jane         | Дін             |                 |
| 2023 | Травень, грудень        | May December      | Джорджі Атертон |                 |
| 2024 | Суботній вечір          | Saturday Night    | Чеві Чейз       |                 |
| 2025 | Сентиментальна цінність | Affeksjonsverdi   |                 |                 |

### Телебачення
| Рік       | Назва            | Оригінальна назва | Роль                      | Примітки                                |
| --------- | ---------------- | ----------------- | ------------------------- | --------------------------------------- |
| 2014      | Олівія Кіттерідж | Olive Kitteridge  | доктор Кевін Колсон       | Епізод: «Incoming Tide»                 |
| 2014–2019 | Ґотем            | Gotham            | Едвард Нігма / Загадочник | Головний акторський склад; 100 епізодів |
| 2020      | Утопія           | Utopia            | Томас Крісті              | Головний акторський склад; 8 епізодів   |
| 2023      |                  | Transatlantic     | Варіан Фрай               | Головний акторський склад; 7 епізодів   |
| 2024      | Закон і порядок  | Law & Order       | Джордж Шаверс             | Епізод: «Unintended Consequences»       |

### Театр
| Рік  | Назва                          | Оригінальна назва                   | Роль             | Театр                |
| ---- | ------------------------------ | ----------------------------------- | ---------------- | -------------------- |
| 2013 | Яскрава зірка                  | Bright Star                         | Біллі Кейн       | Powerhouse Theater   |
| 2013 | Півень або П'єса півнячих боїв | Cock aka The Cockfight Play         | Джон             | Duke                 |
| 2013 | Кит                            | The Whale                           | Старший Томас    | Playwrights Horizons |
| 2013 | The Shaggs: Філософія світу    | The Shaggs: Philosophy of the World | Кайл             | Playwrights Horizons |
| 2013 | Сніданок у Тіффані             | Breakfast at Tiffany's              | Фред (оповідач)  | Cort Theatre         |
| 2017 | Вбивці                         | Assassins                           | Лі Гарві Освальд | New York City Center |